# Mordella tomentosa
Mordella tomentosa là một loài bọ cánh cứng trong họ Mordellidae. Loài này được Boisduval miêu tả khoa học năm 1835.